# Magdi Yacoub
Magdi Habib Yacoub, en árabe: مجدى حبيب يعقوب‎) [ˈmæɡdi ħæˈbiːb jæʕˈʔuːb] (FRS nacido el 16 de noviembre de 1935 en Belbis, Ashraqya, Egipto), es un médico y profesor egipcio de Cirugía torácica y Cardiocirugía en el Imperial College de Londres.

## Biografía
Nació en Egipto en una familia copta y se graduó de la Escuela de Medicina de la Universidad de El Cairo en 1957. Viajó a Gran Bretaña en 1962 y se especializó en Londres. Mantuvo una cátedra auxiliar en la Universidad de Chicago.
Magdi Yacoub estableció el Hospital Harefield el programa de trasplante de corazón y de pulmones más grande en el mundo; ha realizado más de 2.500 operaciones de trasplante. También ha desarrollado nuevas operaciones para una serie de complejas anomalías congénitas del corazón. Fue nombrado caballero por sus servicios a la medicina y cirugía en 1991, otorgó becas de la Academia de Ciencias Médicas en 1998 y la Beca de la Royal Society en 1999. Un premio a su excelente vida, en reconocimiento a su contribución a la medicina fue concedido al profesor Yacoub por el Secretario de Estado para la Salud, en el mismo año.
Estuvo involucrado en la reanudación en el  Reino Unido del trasplante de corazón en 1980 (había sido moratoria después de la serie de tres realizada por Donald Ross en 1968), llevó a cabo el primer trasplante de pulmón en vivo lóbulo en Reino Unido. 
Un paciente de 1980, Derrick Morris, fue el más largo sobreviviente de un trasplante de corazón; murió en julio de 2005.

## Logros
Los mayores logros de Yacoub se pueden resumir en:
- El establecimiento de trasplante de corazón en el Reino Unido y convertirse en uno de los cirujanos de trasplante más importantes del mundo.
- Convertirse en un maestro del "Procedimiento de Ross" o autoinjerto pulmonar, incluyendo un ensayo de control aleatorio
- Pionero en la operación de intercambio arterial moderna.
- Promover el uso de dispositivos de asistencia ventricular izquierda por el "Puente a la recuperación" y el establecimiento de la experiencia más grande en el mundo.
- Se establece el Centro de Ciencias del Corazón, Magdi Yacoub Instituto para la investigación de las causas y el tratamiento de la enfermedad cardíaca.
- El establecimiento de la cadena de la caridad de la esperanza que ofrece atención quirúrgica cardiotorácica en el mundo en desarrollo. Fundó en 2009 el Centro del Corazón de Asuán, en el Alto Egipto, para atender a los niños con problemas cardíacos.[5]
- Defensa de la medicina académica, la cirugía humanitaria y convertirse en un ejemplo de un cirujano minoría que floreció en el jardín institución dominada.

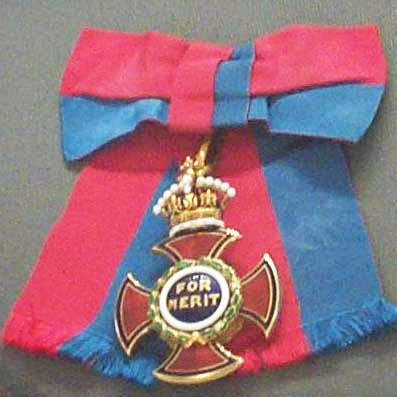
Orden del Mérito (2014)